# Хазар-Ленкорань
«Хаза́р-Ленкора́нь» (азерб. Xəzər-Lənkəran Futbol Klubu тал. Kaspi Lankon) — азербайджанский футбольный клуб из города Ленкорань.

## История клуба
С середины 1990-х годов до создания «Хазар-Ленкорань» 2004 года в Ленкорани не было представителя в премьер-лиге. Предшественником его является клуб «Хазар», завоевавший кубок Азербайджанской ССР в 1987 году.
Основан в 2004 году.
Клуб впервые в азербайджанском футболе пригласил на должность главного тренера иностранца — турецкого специалиста Расим Кара.
Финансовую поддержку клубу оказывал турецкий и азербайджанский предприниматель Мубариз Мансимов.
В дебютном сезоне клуб завоевал второе место, получив право на участие в квалификационном раунде Кубка УЕФА. Однако, команда не смогла пройти данный раунд, проиграв молдавскому Нистру.
В 2005 году за клуб выступал турецкий нападающий Октай Дерелиоглу, забив 35 голов в 34 матчах.
Летом 2005 года команду пополнили топовые игроки азербайджанского футбола Эмин Гулиев, Махмуд Гурбанов и Заур Рамазанов.
В сезоне 2006/2007 клуб сделал золотой дубль, завоевав впервые в своей истории звание чемпионов Азербайджана, а также выиграв Кубок страны. Лучшим снайпером чемпионата стал форвард команды Заур Рамазанов.
В квалификации Лиги чемпионов 2007/2008 клуб уступил в первом раунде по сумме встреч хорватскому Динамо Загреб.
На 2007 год команда являлась единственным частным футбольным клубом в Азербайджане.
Перед сезоном 2007/2008 в клуб перешёл ивуарийский нападающий Якуба Бамба.

## Молодёжная команда
Молодёжная команда Хазар-Ленкорань приняла участие в розыгрыше «Лиги Bakcell U-17» сезона 2013/2014. По итогам сезона команда заняла 7 место, сыграв 22 игры(9 выигрышей, 5 ничей, 8 поражений)  и набрав 32 очка. Забито 32 мяча, пропущено 29.

## Достижения
- Чемпион Азербайджана: 2006/07
- Серебряный призёр чемпионата Азербайджана: 2004/05, 2010/11, 2011/12
- Обладатель Кубка Азербайджана: 2006/07, 2007/08, 2010/11
- Финалист Кубка Азербайджана: 1993/94, 2009/10, 2012/13
- Обладатель Кубка чемпионов Содружества: 2008[5]
- Обладатель Суперкубок Азербайджана: 2013

## Европейские кубки
| год     | турнир              | раунд | соперник          | дома | в гостях | итог |
| ------- | ------------------- | ----- | ----------------- | ---- | -------- | ---- |
| 2005/06 | Кубок УЕФА          | 1Q    | Нистру            | 1:2  | 1:3      | 2:5  |
| 2007/08 | Лига чемпионов УЕФА | 1Q    | Динамо Загреб     | 1:1  | 1:3      | 2:4  |
| 2008/09 | Кубок УЕФА          | 1Q    | Лех               | 0:1  | 1:4      | 1:5  |
| 2010/11 | Лига Европы УЕФА    | 1Q    | Олимпия           | 1:1  | 0:0      | 1:1  |
| 2011/12 | Лига Европы УЕФА    | 2Q    | Маккаби Тель-Авив | 0:0  | 1:3      | 1:3  |
| 2012/13 | Лига Европы УЕФА    | 1Q    | Нымме Калью       | 2:2  | 2:0      | 4:2  |
| 2012/13 | Лига Европы УЕФА    | 2Q    | Лех               | 1:1  | 0:1      | 1:2  |
| 2013/14 | Лига Европы УЕФА    | 1Q    | Слима             | 1:0  | 1:1      | 2:1  |
| 2013/14 | Лига Европы УЕФА    | 2Q    | Маккаби Хайфа     | 0:8  | 0:2      | 0:10 |

| Игр в Еврокубках | Выиграли | Ничья | Проиграли | Забито голов | Пропущено голов | Разница мячей |
| ---------------- | -------- | ----- | --------- | ------------ | --------------- | ------------- |
| 18               | 2        | 7     | 9         | 14           | 34              | -20           |

## Главные тренеры
- Расим Кара (2004—2006)
- Агасалим Мирджавадов (2006—2008)[6]
- Агасалим Мирджавадов (2008—2010)
- Эльбрус Мамедов (22 декабря 2014 — май 2015)
- Эльбрус Мамедов (январь — май 2016)[7]